# Marí Sanuto el Vell
Marí Sanuto, dit el Vell o Torcello (1260 - 1338) va ser un viatger i geògraf venecià recordat pels seus viatges a Palestina i per l'obra que va escriure sobre ells, Secreta fidelium Crucis.

## Biografia
Nascut en una família noble, Marí Sanuto el Vell va fer cinc viatges a Palestina i va tractar de reviure l'esperit de les croades. A aquest efecte, va escriure la seva obra més famosa que porta per títol Secreta fidelium Crucis, que tracta sobre la història, les rutes comercials, el comerç i la política de Terra Santa.
Iniciada l'obra en 1306, la presenta al papa Clement V en 1307 com el veritable manual del croat per anar a la conquesta de Terra Santa. A partir de llavors, retorna al treball i escriu dos llibres més, el 1312 i el 1321, i els presenta a Joan XXII en 1321 amb mapes del món, de Palestina, del Mediterrani, del mar Negre i de les costes europees, així com mapes de les ciutats de Jerusalem, Antioquia i Sant Joan d'Acre. També va manar una còpia al rei de França, al que Sanuto desitjava posar al capdavant d'una nova croada.
El Secreta fidelium Crucis va ser publicat per Jacques Bongars en Gesta Dei per Francs (Hannover, 1611), i en De Marini i scriptis Sanuti vita Postansque (1855).